# Star Wars Jedi Knight: Dark Forces II
Star Wars Jedi Knight: Dark Forces II es un videojuego de disparos en primera persona para PC publicado por Lucas Arts en 1997.

## Argumento
En esta, como en la primera parte, uno de los personajes es Kyle Katarn. La aventura se iniciaba cuando es robado un disco con la localización de un mapa estelar para llegar a un valle donde todas las almas de los jedis muertos iban a parar y donde la fuerza manaba como una fuente. En una carrera por encontrar ese plano antes que los enemigos, se descubre que estaba escondido en casa del padre de Kyle y que había sido amigo de otro Jedi durante mucho tiempo, de esta manera se encuentra el sable laser, y se ayuda a Katarn a tomar sus primeros pasos en el camino de la Fuerza.
Este juego tuvo una expansión llamada Mysteries of the Sith, donde, además de a Katarn, otro personaje que se puede controlar es Mara Jade.